# Atletisk fitness
Atletisk fitness (engelska: Athletic fitness; förkortat AF) är en variant av tävlingsformen fitness. Atletisk fitness kommer ursprungligen från Sverige, där man tävlar individuellt i fysikbedömning, styrka och uthållighet. Den första tävlingen hette Classic Superstar och arrangerades 1994 i Skara. Svenska mästerskapen i atletisk fitness arrangeras varje år av Svenska kroppskulturförbundet, som även är arrangörer av Decembercupen där man som nybörjare kan tävla i atletisk fitness. Även i de norska tävlingarna Oslo Grand Prix och Stavanger Open kan man numera tävla i atletisk fitness. I november 2011, i samband med Classic Bodybuilding-VM i Estland, arrangeras för första gången världsmästerskapen i atletisk fitness.

## Så går det till
Atleterna tävlar i två olika klasser. De som är kortare än 180 cm (herrar) respektive 165 cm (damer) tävlar i en klass och de som är längre tävlar i en annan. Varje tävling består av tre ronder. Atleten i varje klass som får flest poäng sammanlagt vinner.
Rond 1 (fysik)
Atleterna står på scenen och blir av domarna bedömda efter fyra olika poseringar. Domarna tittar framförallt på muskulär utveckling, fettmängd och symmetri.
Rond 2 (styrka)
Atleterna ska, under strikta former, lyfta sin egen vikt så många gånger de kan i övningarna chins och dips.
Rond 3 (uthållighet)
Uthållighetsronden består av en hinderbana som atleterna korrekt ska ta sig genom på så kort tid som möjligt. På vissa tävlingar används istället en roddmaskin där det gäller att ro så långt man kan på en minut eller att ro 500 meter på tid.

## Kända utövare av atletisk fitness
- Ako Rahim
- Kristian Sewén
- Mikael Hollsten